# Edward Fitzalan-Howard (1er baron Howard de Glossop)
Edward George Fitzalan-Howard (20 juin 1818 - 1er décembre 1883) est un homme politique libéral britannique. Il est vice-chambellan de la maison sous Lord John Russell de 1846 à 1852.

## Jeunesse et éducation
Il est le deuxième fils d'Henry Howard (13e duc de Norfolk) et de Lady Charlotte Sophia Leveson-Gower, fille de George Leveson-Gower (1er duc de Sutherland). Henry Fitzalan-Howard (14e duc de Norfolk) est son frère aîné. Il fait ses études au Trinity College de Cambridge.

## Carrière politique
En 1846, Howard est admis Conseil privé et nommé vice-chambellan de la maison dans la première administration de Lord John Russell bien qu'il n'ait pas de siège au Parlement. Deux ans plus tard, il est élu au Parlement pour Horsham. Il est resté vice-chambellan de la maison jusqu'à la chute de l'administration Russell en 1852. La même année, il est élu au Parlement pour Arundel, siège qu'il occupe jusqu'en 1868. En 1869, il est élevé à la pairie en tant que baron Howard de Glossop, dans le comté de Derby.
Lord Howard de Glossop est également Comte-maréchal adjoint de 1860 à 1868 pendant la minorité de son neveu Henry Fitzalan-Howard (15e duc de Norfolk).
Howard rend de grands services à la cause de l'enseignement primaire catholique romain. De 1869 à 1877, il est président du Catholic Poor Schools Committee. En tant que président, il crée le Catholic Education Crisis Fund, en y souscrivant lui-même 5 000 £, mais en garantissant 20 000 £ supplémentaires à sa famille. Soixante-dix mille savants ont ainsi été ajoutés aux écoles catholiques romaines d'Angleterre pour un coût d'au moins 350 000 £ .

## Famille
Lord Howard de Glossop épouse Augusta Talbot, fille de George Henry Talbot (demi-frère de John Talbot (16e comte de Shrewsbury)), en 1851. Ils ont deux fils et cinq filles : 
- Angela Mary Charlotte Fitzalan-Howard (décédée le 1er mars 1919), épouse Marmaduke Constable-Maxwell, 11e Lord Herries de Terregles, et est la mère de Gwendolen Fitzalan-Howard, duchesse de Norfolk ;
- Alice Elizabeth Fitzalan-Howard (décédée le 10 mai 1915), épouse Charles Rawdon-Hastings, 11e comte de Loudoun ;
- Constance Mary Germana Fitzalan-Howard (décédée le 30 janvier 1933), épouse le colonel Charles Lennox Tredcroft ;
- Winifrede Mary Fitzalan-Howard (décédée le 26 janvier 1937), épouse William W. Middleton ;
- Charles Bernard Talbot Fitzalan-Howard (3 juin 1852 - 8 juillet 1861) ;
- Gwendolen Mary Anne Fitzalan-Howard (21 février 1854 -15 janvier 1932), épousa John Crichton-Stuart (3e marquis de Bute) ;
- Francis Edward Fitzalan-Howard, 2e baron Howard de Glossop (9 mai 1859 - 1924), père de Bernard Fitzalan-Howard (3e baron Howard de Glossop).

Augusta est décédée en juillet 1862. Lord Howard de Glossop se remarie à Winifred Mary De Lisle, fille d'Ambrose Lisle March Phillipps de Lisle, en 1863. Ils n'ont pas d'enfants. Il est décédé en décembre 1883, à l'âge de 65 ans, et est remplacé par son seul fils survivant, Francis, qui épouse Mary Littledale Greenwood, fille de l'homme politique John Greenwood (en). Lady Howard de Glossop est décédée en décembre 1909.